# Diplazium brachylobum
Diplazium brachylobum là một loài dương xỉ trong họ Athyriaceae. Loài này được Manickam & Irudayaraj mô tả khoa học đầu tiên năm 1990.
Danh pháp khoa học của loài này chưa được làm sáng tỏ. 